# Морські битви Дарданелльської кампанії
Морські битви Дарданелльської кампанії (англ. Naval operations in the Dardanelles campaign) — військові дії на морському просторі флотів Антанти (Австралії, Франції, Російської та Британської імперій) проти військово-морських сил Центральних держав (Османської та Німецької імперій) у ході проведення Дарданелльської операції в роки Першої світової війни.

## Передумови

### Роль Дарданелл
Протока Дарданелли, що з'єднує через Мармурове море Чорне та Егейське моря знаходиться між європейським півостровом Галліполі та азійським півостровом Мала Азія. Дарданелли мають ширину до 3,7 км і історично грають виключно геополітичну та географічну роль в історії Європи та Азії. До початку Першої світової війни османи використовували берега протоки для побудови потужної фортифікаційної системи оборони по обидва боки водного шляху. З моменту, коли європейські країни поринули у світовій конфлікт, Османська імперія зберігала нейтралітет, у якому були конче зацікавлені Велика Британія, Франція і Росія. Водночас, кайзерівська Німеччина докладала чимало зусиль, щоб привернути Стамбул на свій бік та отримати його в ролі союзника для війни на Близькому Сході, на Балканах, у Північній Африці. Після Балканських воєн, коли Османська імперія зазнала колосальних територіальних збитків, Берлін налагодив плідні та взаємовигідні стосунки між державами. У грудні 1913 року до Стамбула прибула німецька військова місія на чолі з генералом Отто Ліман фон Сандерсом. Коли сталася Сараєвська криза, німецькі дипломати переконували османський уряд вступити до антиросійського альянсу, запропонувавши територіальні здобутки в разі перемоги. 30 липня 1914 року, через два дні після початку Першої світової війни, османське керівництво погодилося з німцями на їхні пропозиції й підписали таємний договір, проте не знаючи, що Британська імперія вступить у війну на боці Антанти.
2 серпня 1914 року британський уряд конфіскував найсучасніші османські лінійні кораблі «Султан Осман I» і «Решадіє», що будувалися британською компанією Vickers Limited на замовлення османського флоту. У свою чергу німці запропонували на заміну свої крейсери: лінійний «Гебен» та легкий «Бреслау». Попри переслідуванню ескадри британського флоту під командуванням адмірала А. Мілна, німецьким крейсерам «Гебену» та «Бреслау» вдалося відірватися від переслідування та прорватися до Дарданелл і дістатися Стамбула. Таким чином стамбульська влада порушила міжнародні угоди, які вимагали не допущення проходження Турецькими протоками кораблів воюючих держав і блокування їх нейтральними силами. Британська морська місія полишила столицю Османської імперії, німці у відкриту скористалися цією нагодою й у вересні 1914 року командувачем османського флоту став контр-адмірал Імперського флоту Німеччини Вільгельм Сушон.
Ситуація навколо Дарданелл поступово ставала все більш напруженою. 27 вересня британські кораблі захопили османський міноносець, на що на початку жовтня німецький командир фортифікаційного комплексу на Дарданеллах видав наказ про закриття проходу протоками. 28 жовтня османський флот за підтримки німецьких крейсерів, які наразі отримали назву «Явуз Султан Селім» і «Міділлі», але лишилися під командуванням німецьких офіцерів та з німецькими екіпажами, розпочав рейд у Чорному морі. 29 жовтня 1914 року рейдова корабельна група одночасно атакувала російський флот у пунктах базування в Одесі, Севастополі, Феодосії, Новоросійську та Ялті. Не втративши нікого, османи успішно провели рейд та повернулися до Стамбула.
31 жовтня 1914 року Османська імперія формально приєдналася до Центральних держав, а 2 листопада Росія оголосила війну Туреччині. 5 листопада Росію підтримали Велика Британія і Франція, на що незабаром османський султан оголосив джихад. Поступово воєнні дії охопили Кавказ, Месопотамію, Єгипет та інші регіони Близького Сходу.

### Перші плани
У листопаді 1914 року французький міністр Арістід Бріан звернувся до керівництва союзників з ідеєю вторгнення в Османську імперію, але його задуму не знайшов підтримки, а згодом і плани британців не допустити османів до війни в Європі провалилися. 2 січня 1915 року Верховний головнокомандувач російської імператорської армії великий князь Микола Миколайович звернувся до Антанти за допомогою з огляду на Сарикамишську операцію, що проводилася османською армією та організацію й проведення демонстраційних дій у районі Дарданелл, для відволікання турецьких військ з Кавказького фронту. Перший лорд адміралтейства Вінстон Черчилль виступив з концептуальною ідеєю стосовно проведення морської десантної операції у Шлезвіг-Гольштейні, з далекосяжною метою втягнути в такій спосіб Данію у війну й полегшити морські комунікації з Балтійським морем та одночасно висадити морський десант на Дарданелли, вибивши Туреччину з війни та підштовхнути Болгарію й Румунію приєднатися до Антанти. Актуальність російського запиту, що надійшов та зневага до військової спроможності армії й флоту Османської імперії робили враження, що похід на Дарданелли буде легко реалізованим.

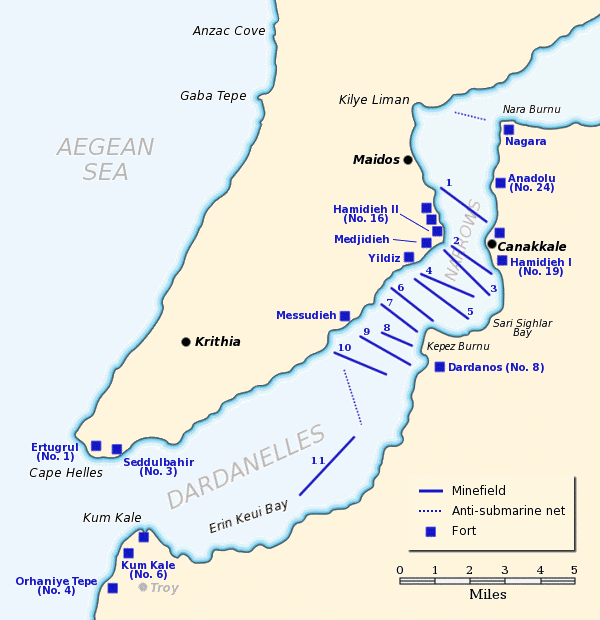
Система фортифікаційних споруд, вогневих засобів та мінних полів на Дарданеллах на лютий 1915 року

11 січня 1915 року командувач Британської середземноморської ескадри, віце-адмірал С. Карден запропонував план прориву крізь Дарданелли за допомогою лінкорів, підводних човнів та міноносців. 13 лютого британська Воєнна рада затвердила план, і Кардену виділили більше пре-дредноутів, сучасні лінійний корабель «Квін Елізабет» та лінійний крейсер «Інфлексібл». Франція послала ескадру, яка мала у своєму складі чотири пре-дредноути, російський флот виділив бронепалубний крейсер «Аскольд».
На початку лютого 1915 року військово-морські сили отримали у своє розпорядження контингент Королівських морських піхотинців та 29-ту піхотну дивізії, яка прибула після підготовки Австралійсько-новозеландського армійського корпусу (ANZAC) в Єгипті. Піхота була призначена для окупації Стамбула після того, як протоки були захоплені флотами Антанти.

### Турецькі приготування Дарданелл
За станом на серпень 1914 року зовнішній периметр оборони Турецьких проток з боку Егейського моря нараховував лише дві фортеці на кінці півострову Галліполі та дві на азійському берегу. Усі форти цього периметру мали 19 гармат, чотири з яких мали дальність стрільби 14 км, решта 5,5 — 7,2 км. Артилерія фортець прикривала мінне поле, що було встановлено у протоці з початком воєнних дій в Європі. Окрім фортів існували окремі фортифікаційні споруди: чотири польові гаубиці в капонірах на мисі Теке Бурну на європейській стороні, потім на відстані 16 км існував проміжок до позицій проміжного периметру оборони поблизу Кефез — чотири артилерійські позиції на південному березі і одна на північному. Форт Дарданос мав дві нові 6-дюймові морські гармати, а решта мала на оснащенні десять малих швидкострільних гармат зі щитами. Позиції внутрішнього периметру оборони мали найважчі гармати та кілька польових легких гаубиць та польових гармат. П'ять фортів були побудовані на європейській боці півострову та шість на азійському і оснащені 72 важкими та середніми гарматами. Більшість артилерійських систем була застарілою, але було п'ять далекобійних 360-мм гармат з дальністю стрільби 15,6 км та три 240-мм гармати з дальністю 13,7 км. Решта гармат у Внутрішньому периметрі оборони була застаріла і не могли стріляти за межі 9,2 км.
Загалом з цієї сотні гармат лише 14 були більш-менш сучасними, решта належала до застарілих систем, артилерійська обслуга була слабо підготовлена, відчувався брак боєприпасів, а перспектив їхнього поповнення не передбачалося. До того ж артилерія стояла переважно відкрито, обмаль з них мала захисні щити, позиції артилерійських спостерігачів, пости управління артилерійським вогнем та вузли зв'язку, що забезпечували тільки телефонний зв'язок між гарматами та командирами, були відкритого типу й уразливі від вогню противника
Наприкінці серпня 1914 року до Османської імперії прибула велика група німецьких військових фахівців з 500 осіб, у першу чергу інженерів, на чолі віце-адміралом кайзерівського флоту Гвідо фон Узедомом. Головним завданням спеціалістів було проведення інспекційної перевірки стану фортифікаційних споруд і артилерії та вжиття необхідних заходів щодо їх термінового поліпшення й удосконалення. Німецькі спеціалісти розгорнули дійову роботу спрямовану на посилення бойових спроможностей турецької системи оборонних укріплень. До жовтня переважна більшість артилерійських систем була відновлена, модернізована, обслугою стали німецькі артилеристи. Одночасно проводилася інтенсивна підготовка особового складу артилерійських підрозділів османської армії.
Гвідо фон Узедом розпочав роботи щодо посилення всіх периметрів за рахунок їхнього насичення найсучаснішими гаубицями та швидкострільними гарматами. До березня 1915 року німецько-османські інженери та моряки влаштували ще десять ліній мінних полів у протоці, встановили 12 прожекторів, які прикривалися вогнем артилерійських систем. У порівнянні з 29 жовтня 1914 року, коли Стамбул вступив у війну, відчувалися разючі зміни. 3 листопада зовнішні форти були обстріляні кораблями союзників, після чого османські офіцери значно зменшили свій скептицизм стосовно німецьких радників. Але, попри напруженій діяльності німецького контингенту та османських керівників стан системи оборони все ще був у поганому стані. Тамтешні артилеристи не набули достатніх навичок при зброї, хронічно не вистачало боєприпасів не тільки на підготовку, а й на відбиття ймовірного вторгнення з моря.

## Морські операції союзників

### Перші бої
3 листопада 1914 року, ще до офіційного оголошення Британією та Францією війни Османської імперії, британські лінійні крейсери «Індомітебл» та «Індефатігебл» та французькі старі лінкори «Сюфрен» і «Веріте» провели перший артилерійський обстріл мису Геллес і зовнішніх фортів Дарданелл Кум-Кале і Седд-Ель-Бахр. 20-хвилинний обстріл мав за мету перевірити стан готовності фортифікаційних систем турків. У результаті влучення в пороховий льох у форті Седд-Ель-Бахр стався вибух, який знищив 10 гармат і вбив 86 турецьких військовиків. Загалом унаслідок обстрілу загинуло 150 людей, зокрема 40 німецьких спеціалістів. Результати обстрілу були позитивно сприйняті керівництвом Антанти, але для Стамбула раптом стало ясна загроза, що могла виникнути з цього напрямку, і нагальна важливість посилення власної оборони.
19 лютого 1915 року два союзні есмінці висунулися до протоки, намагаючись прорватися крізь загородження. Між фортецями та кораблями розпочалася стрілянина, згодом до місця сутички підійшли пре-дредноути «Корнуолліс» та «Вендженс», які відкрили вогонь з гармат головного калібру. Бій завершився безрезультатно для обох сторін, британці відступили.
25 лютого союзники знову атакували, при чому сапери Королівських морських піхотинців здійснили рейд на форти Седд-Ель-Бахр та Кум-Кале, практично не зустрічаючи опору. 1 березня чотири броненосні кораблі обстріляли проміжну оборону, але незначного прогресу було досягнуто в очищенні мінних полів. Тральщики, якими командував начальник штабу Роджер Кіз, були броньованими траулерами, укомплектованими цивільними екіпажами, які не горіли бажання працювати під час обстрілу. Сильна течія в протоці ще більше ускладнила проведення розміновування та османський опір, який наростав з початком операції примусив відступити.
Вночі 13 березня британський панцерний крейсер «Аметист» повів 6 тральщиків у чергову спробу проробити проходи в мінних полях. У результаті османського спротиву чотири з них були уражені, крейсер також дістав важких пошкоджень. 15 березня британці здійснили ще одну невдалу спробу.

### Бій 18 березня
У ніч на 18 березня сталася подія, яка вирішила битву, коли османський мінний загороджувач «Нусрет» поставив новий ряд мін перед мінним полем Кефез, безпосередньо біля входу до протоки. Османи звернули увагу, що при відході після обстрілу британські кораблі завжди поверталися лівим бортом до бухти. Цей новий ряд з 20 мін, прокладений на глибині 15 м з інтервалом близько 100 метрів, проходив паралельно до берега.

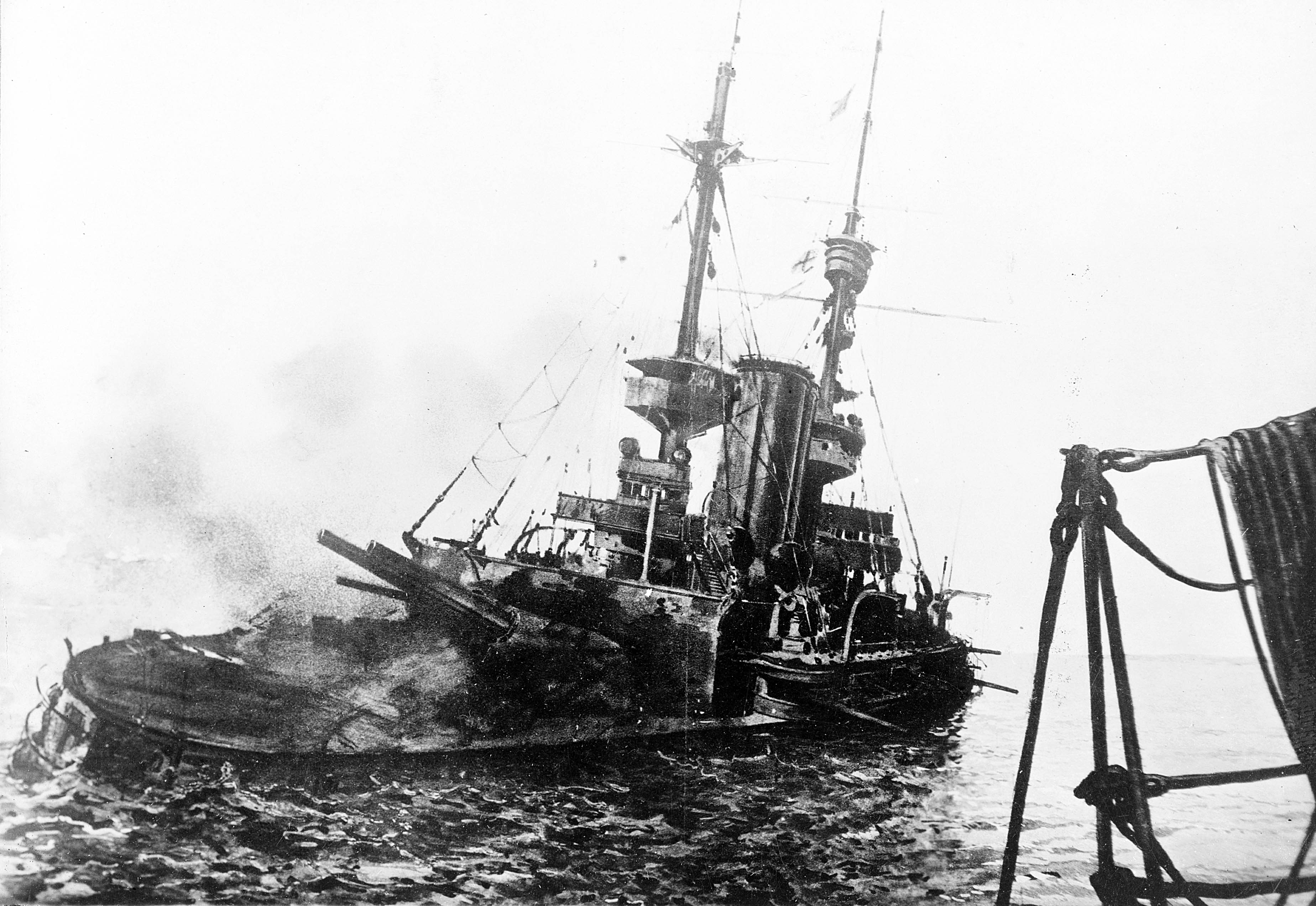
Британський лінкор «Іррезістібл», що тоне після підриву на міні. 18 березня 1915

18 березня британське командування, оптимістично налаштоване на битву, в черговий раз спланувало проведення рейду на фортифікаційні укріплення турків, у першу чергу по фортецях, що охороняють перші п'ять мінних полів, а після цього протягом ночі тральщиками провести зачищення. А на наступний день планувалося зачистити п'ять останніх мінних полів. Ані англійці, ані французи не знали про появу нового мінного поля прямо по курсу їхнього просування вглиб протоки.
Близько 11:00 перша британська лінія відкрила вогонь по противнику, за нею до артилерійської дуелі приєдналася лінія французьких капітальних кораблів. Вогонь османської артилерії був влучним і незабаром перші ураження дістали «Голуа», «Сюфрен», «Агамемнон» і «Інфлексібл». Водночас вогонь корабельної артилерії у відповідь не був настільки ефективним, артилерійські батареї турків не були уражені, але інтенсивність їхнього вогню значно спала. Однак контр-адмірал Джон де Робек, який керував операцією, вважаючи, що туркам завданий значний збиток, віддав наказ просунути вперед другу британську лінію, а також «Маджестік» і «Свіфтшур».
О 13:54 французький пре-дредноут «Буве» розпочав робити поворот лівим бортом, як робив це зазвичай, наразився на міну, пролунав потужний вибух і за пару хвилин корабель затонув. Загинуло 639 людей, лише 48 вціліли внаслідок катастрофи. Командування не відразу відреагувало, адмірал де Робек думав, що це або плавуча міна, або торпеда.
Британці продовжили бій. Близько 16:00 «Інфлексібл» також почав розворот і налетів на ще одну міну. Вибух вбив 30 членів екіпажу, в пробоїну хлинула вода. Лінійний корабель залишався на плаву, і ледве дотягнув до острова Бозджаада, де викинувся на берег.
Наступним став «Іррезістібл», що підірвався на міні, й почав відходити з поля бою у напівпідтопленому стані. Де Робек послав «Оушн» на допомогу «Іррезістібл», наказавши взяти його на буксир. О 18:05 на міну вже налетів «Оушн». Есмінці «Джед», «Кольн» і «Челмер» разом прибули до постраждалого корабля і зняли з нього екіпаж (разом з тими, кого встиг «Оушн» врятувати з «Іррезістібл»). Тонучі кораблі все ще залишалися на плаву й повільно дрейфували, перебуваючи в полі досяжності ворожої берегової артилерії. О 22:30 комодор Роджер Кіз повернувся на місце битви, намагаючись або підчепити їх на трос, або затопити. Чотири години пошуку не дали результату — лінкори затонули.
За день бою турки потопили три й пошкодили ще три лінійні кораблі, спричинивши загибель понад 700 військових противника. Основні рубежі мінних полів залишилися недоторканими й перебували під перехресним вогнем артилерійських батарей, що не вступали ще в битву. Нищівна поразка 18 березня змусила британсько-французьке керівництво призупинити свої активні дії поблизу Дарданелл, хоча на думку їм не вистачало лише однієї спроби й оборона турків у протоці на шляху до Константинополя буде прорваною. Проте, вище командування не наважилося на такий крок.